# Kupetzky (Fernsehsendung)
Kupetzky war eine Sendung des österreichischen Rundfunks in ORF eins im Rahmen der Donnerstag Nacht.

## Die Sendung
Kupetzky ist nicht eindeutig einem Genre zuzuordnen. Laut ORF ist die Sendung eine Mischung aus Ratgeber-Infotainment- und Fiction-Format.
Kupetzky bewegt sich in einem zeit- und ortlosen Raum, sozusagen in einem Paralleluniversum.
Zu Beginn der Sendung ist Kupetzky mit seinem schwarzen Cadillac auf der Straße. Eine Frauenstimme namens "Carla" aus dem Funkgerät schreit "Krrrupetzky", worauf Kupetzky seinen Namen meist korrigiert. Die Stimme im Funkgerät vermittelt dann zwischen Kupetzky und einer hilfsbedürftigen Person. Er ist nämlich hauptberuflich Problemlöser. Egal welches Problem einer seiner Kunden hat, Kupetzky kann es lösen.
Die Figur des Kupetzky ist angelehnt an Filmhelden wie "Mr. Fixit" aus "Wag the Dog" und "Mr. Wolfe" aus "Pulp Fiction". Die musikalische Untermalung erfolgt hauptsächlich mit Songs von Elvis Presley, dem großen Vorbild Kupetzkys.

## Optische Aufbereitung
Die Sendung ist geprägt von schnellen Schnitten und weichen Kamerafahrten. Die einzelnen Einstellungen sind so verschieden wie der Ort der Handlung. Die Autofahrten werden in einer Bluebox umgesetzt. Eingespielte Hintergründe sind beispielsweise Rolltreppenfahrten, Autobahnfahrten, irrwitzige Landschaften und bekannte Wahrzeichen. Des Weiteren sind manchmal animierte Hintergründe zu sehen.
Die Location "Tankstelle", die in vielen Folgen zu sehen ist, liegt in Gaaden (Niederösterreich).

## Darsteller und Stab
- Kupetzky: Erhard Hartmann
- Carla: Angelika Niedetzky
- Buch: David Schalko
- Regie: Chris Raiber
- Kamera: Max Meissl

## Ausstrahlung
"Kupetzky" wurde ab September 2006 im Schweizer Fernsehen SF2 ohne festen Sendeplatz ausgestrahlt und wurde ab Januar 2007 wiederholt.
Am 19. August 2011 zeigte 3sat 12 Folgen der Serie in einer "Kupetzky" Nacht.

## Auszeichnungen
- Bronze-Award beim New York TV-Film Festival